# Svend Tveskæg
 Denne artikel bør gennemlæses af en person med fagkendskab for at sikre den faglige korrekthed.

Svend Tveskæg eller Sven Tveskæg (født 963, død 3. februar 1014) var konge af Danmark ca. 985/86–1014 og konge af England 1013–1014. Han hævdede også overherredømme over Norge 1000–1014, men mest af navn da Norge stort set styrede sig selv.
Han var søn af Harald Blåtand, og blev konge af Danmark i 986 efter at have gjort oprør mod sin far, der blev fordrevet. Han er i sagaerne beskrevet som Danmarks store vikingekonge. Det hævdes blandt andet, at han var med til at lokke den norske konge Olav Tryggvason i en fælde og dræbe ham i raseri over, at kong Olav havde været i seng med hans søster Thyra Haraldsdatter. Endvidere erobrede han England, omend han døde fem uger efter, han var blevet valgt som engelsk konge.

## Om Svens navn
Sven prægede som den første danske konge mønter med sit eget billede, og den latinske inskription lød: "Zven, Rex ad Dener", "Sven, konge af danerne". Hans fader accepterede kristendommen som hele rigets religion i 960-erne. Det forlyder fra en enkelt kilde, at Sven ved sin dåb også fik det kristne navn Otto for at ære den tyske kejser. Der findes kun få optegnelser, som viser dette.
Det norske tilnavn "Tjugeskjegg", som er mere korrekt på norsk end på dansk, kommer ikke af, at hans skæg var delt, for han havde sandsynligvis ikke fuldskæg. Tilnavnet kommer fra det norrøne ord "tjúgu-skegg" på grund af hans lange overskæg eller moustache, som hang ned og lignede en fork. Tilnavnet var sandsynligvis i brug allerede i hans levetid.[kilde mangler]

## Oprør mod Harald Blåtand
Harald Blåtand fik ifølge Adam af Bremen sønnen Sven med en kvinde ved navn Gunhild, men som måske i virkeligheden blot er et andet navn for dronning Tove, der var gift med såvel Harald Blåtand som inden da med dennes bror Knud Danaást. I nogle gamle kilder er Sven illegitim søn af Harald Blåtand og blev opfostret af den mytiske vikinghøvding Palnatoke, jarl af Jomsborg. Selv om det ikke er bevist, er det blevet hævdet, at Sven ikke arvede kongedømmet efter sin fader, men at han gjorde oprør og nedkæmpede og dræbte ham i et slag. Ophavet til denne opfattelse er formentlig Adam af Bremen, som bygger sin beretning på en gammeltestamentelig skabelon; Synden (drabet på Harald), straffen (Sven tages til fange), landflygtighed og anger, som fører til Svens generobring af magten. Det er måske ikke rigtigt, men der er indikationer på, at Harald Blåtand ikke frivilligt opgav kronen til fordel for sønnen. Andre kilder angiver dog, at faderen Harald søgte til Jomsborg efter slaget mod sønnen, og at det var der, i sin udlændighed, at Harald døde. Det eneste, som vi ved, er, at Sven kom på tronen engang efter faderens død i årene 979 til 987. Dette store interval skyldes især debatten om vikingeborgenes bygherre. Poul Nørlund mente, at den mest sandsynlige tese måtte være, at Trelleborg og Aggersborg (som var de kendte fæstninger, da han udformede teorien) fungerede som træningslejre for soldater forud for Sven Tveskægs erobring af England i 1013. Denne udlægning blev i 1979 tilbagevist af dendrokronologien, som fastlagde tre borges opførelse til ca. 981, medmindre disse træningslejre først kunne benyttes til formålet over tredive år senere.
Olaf Olsen, som havde støttet Nørlunds oprindelige tese, søgte stadig at sandsynliggøre den ved at så tvivl om tidspunktet for Harald Blåtands død  Ved at flytte det fra 985 til 979 fik han placeret Sven ved kongemagten på det afgørende tidspunkt; men, som kritikere fremførte, er der ikke spor af intensiverede togter før borgene faktisk var gået af brug. Poul Skaaning har udkastet en teori, der fastlægger borgerkrigen mellem Harald Blåtand og Sven Tveskæg som forklaring på borgenes udformning og placering. Borgene skulle fungere som knudepunkter for opstanden med det hovedformål at beskytte ledingsflåden mod angreb.

## Striden med Norge
Både før og efter Sven blev konge, hærgede han som viking. I begyndelsen var han også allieret med norske Olav Tryggvason i England og kunne ved selvsyn se, at nordmanden var en vældig slagsbroder og grusom og ondskabsfuld som fjende.
I henhold til Snorre Sturlasson var det Sven Tveskæg, som tog initiativ til at sende en stor dansk invasionsflåde til Norge i 986 for få den norske hersker Håkon jarl afsat og dræbt. I Slaget ved Hjørungavåg led danskerne et alvorligt nederlag. Det var den første gang, Norge som samlet nation hævdede selvstændighed mod Danmark i krig.
Den danske hær var forstærket med de frygtede Jomsvikinger, ledet af Sigvalde jarl, høvding af Jomsborg efter Palnatoke. Et sagn, som Snorre gentager, siger, at Sven blev taget til fange af Sigvalde, ført til Jomsborg og tvunget til at slutte fred med venderkongen Boleslaus den Tapre. Nødtvunget gik Sven med til aftalen. Sigvalde jarl var allerede gift med Boleslaus’ datter Astrid. Aftalen blev sikret ved, at Sven blev gift med Gunhild (Świętosława), en anden af Boleslaus’ døtre, og Boleslaus selv blev gift med Thyra Haraldsdatter, Svens søster. Med Gunhild fik Sven sønnerne Harald Svenssøn og Knud den Store. Ifølge Adam af Bremen blev Sven to gange taget til fange af venderne; hver gang måtte han løskøbe sig med en stor mængde guld.
I Norge blev Olav Tryggvason konge i 995 efter, at han var blevet kristnet, hvilket ikke havde gjort ham mildere, snarere tværtimod. I henhold til Olav Tryggvasons saga forsøger han at fri til den svenske adelskvinde Sigrid Storråde, men da hun ikke vil skifte tro, slår han hende i ansigtet og kalder hende "en hedensk hund". I Polen sidder Svens søster Tyra Haraldsdatter og er utilfreds med, at hun er blevet giftet bort til en gammel konge, som tillige er "hedning". Hun flygter derfra og helt til Norge, møder kong Olav og sørger for at gifte sig med ham.
I Danmark sidder Sven Tveskæg og hører, at aftalen med den polske konge er blevet brudt, og at søsteren endog har været i seng med hans gamle våbenbroder fra tiden i England. Sven har i mellemtiden giftet sig med Sigrid Storråde, som kong Olav havde forkastet, og i henhold til Snorre ægger Sigrid Sven Tveskæg ved at sige, at den norske konge har ligget med hans søster "uden at spørge dig om lov, og sligt ville dine foreldre ikke have fundet sig i." I Norge driver Thyra sit eget rænkespil og ægger kong Olav ved at håne ham, at han ikke tør stille op mod Sven Tveskæg. Olav bliver rasende, ruster til leding og siger: "Aldrig skal vel jeg være ræd for din broder, kong Sven. Og om vi to mødes, da skal han vige."
Den personlige strid mellem Sven og Olav, som bliver fremprovokeret af de to dronninger Sigrid og Thyra, er nok en litterær konstruktion fra Snorres side, men resultatet er, at Olav Tryggvason i år 1000 falder i slaget ved Svold. En af dem, som kæmpede mod ham, var Håkon jarls søn, Eirik Håkonsson. Han er blevet gift med en datter af Svend, Gyda Svendsdatter, og i henhold til Snorre blev der et godt venskab mellem Eirik og Sven. Eirik opnår det, han ønskede, ved at blive Norges reelle hersker, selv om landet formelt er underlagt kong Sven.
Snorre siger for øvrigt, at Svens første hustru Gunhild af Polen blev syg og døde således, at han kunne gifte sig med svenske Sigrid Storråde. Det er nok forkert, for andre kilder oplyser, at Gunhild drog til Vendland eller Polen og blev der, til Sven døde i 1014 og at hun da vendte tilbage til Danmark for at være sammen med sønnen. Med Sigrid fik Sven datteren Estrid Svensdatter, som senere blev gift med Ulf Thorgilsson jarl (død 1026).

## Religion og hærgningstogt
Adam af Bremen opfatter med henvisning til Svend Estridsen Sven Tveskæg som en hedning, der først efter omvendelsen og bodsgangen kan vinde sit rige tilbage. Om Sven var hedning eller ej var næppe et væsentlig spørgsmål for andre end Adam af Bremen. Sven selv var sandsynligvis realpolitiker nok til at holde sig til den religion, som passede den politik, han førte. En af grundene til Adams modvilje mod Sven kan være, at denne støttede sig til engelske præster og biskopper frem for dem fra Hamborg - det bispedømme, som Adam selv var underlagt. Fra England kan der også have været præster af dansk oprindelse, mens Sven havde få forbindelser til tyske præster.
Sven Tveskæg var nok også opmærksom på, at så snart ærkebiskoppen af Hamburg-Bremen fik et fodfæste i Danmark, ville den tyske kejser Otto III ikke være langt borte. Hans slaviske naboer i sydøst, arvefjenderne slaverne, var allerede underlagt det tyskromerske rige. Sven havde ingen grund til at ønske det samme for Danmark.
Efter år 1000 var Sven Tveskæg den mægtigste konge i Norden. Sverige sørgede for at holde sig på afstand, og ægteskabet med Sigrid Storråde var at betragte som en dynastisk fredsaftale med svenskerne. Norge var formelt underlagt Danmark, og Eirik jarl stillede norske skibe og hærfolk til den danske konges disposition.
Sven var ganske sikkert involveret i hærtogt mod England i årene 1003–1005, 1006–1007 og 1009–1012, som en følge af massakrene på Sankt Brictiusdagen (13. november) i England, hvor alle danske og norrøne indbyggere i Nordengland blev mishandlet og dræbt ifølge John af Wallingfords krøniker. Det er antaget, at Sven Tveskæg havde en personlig interesse i hærtogterne, eftersom Gunhild, hans egen søster, var et af de mange ofre. Massakrerne var en storstilet etnisk udrensning af danskere og norrøne bosættere i England og var initieret af den engelske konge Ethelred den Rådvilde. Sven krævede Danegæld, en massiv skat, og i 1013 ledede han personligt en mægtig flåde af danskere og nordmænd i en storstilet invasion af England. Sammen med ham var Eirik Håkonsson fra Norge.

## Konge af England
Den samtidige Laud-krøniken slår fast at "før august måned kom kong Sven med hans flåde til Sandwich. Han drog ret hurtig til mundingen af Humber i East Anglia og derefter op ad Trent til han kom til Gainsborough. Uhtred jarl og alle northumbrianere bøjede sig hurtigt for ham, hvilket alt folk i Lindsey gjorde, derefter alt folk i de fem Boroughs. Han tog gidsler i hvert shire (område). Da han forstod, at alt folk havde underkastet sig for ham, krævede han, at hans styrker skulle blive givet proviant og heste. Han drog derefter sydover med størstedelen af invasionsstyrken, mens nogen af dem, sammen med gidslerne, blev sammen med hans søn Knud. Efter, at han drog over Watling Street, drog de op til Oxford, og byborgerne bøjede sig for ham og gav ham gidsler. Derfra red de mod Winchester, og folket der gjorde det samme, derefter østover til London."
I London synes Sven at være blevet mødt med modstand. Indbyggerne havde brændt alle broer over floden Thames. Sven led store tab, da han forsøgte at komme over floden, og han måtte trække sig tilbage. Krøniken fortæller, at "kong Sven drog derfra til Wallingford, over Themsen til Bath, og blev der med hærstyrken." Ealdorman Aethelmaer kom og de vestlige thegnene (høvdinger) med ham. De bøjede sig alle for Sven og gav ham gidsler.
London havde formået at stå imod Svens angreb, men byen var nu alene, isoleret i en nation som havde overgivet sig. Sven Tveskæg blev accepteret som konge over England, efter at Ethelred II flygtede til Normandiet i slutningen af 1013. Med tilladelse fra Witenagemot, "rådet af de vise mænd", underkastede London sig og overgav byen til Sven, og han blev erklæret for konge juledag 1013.
Sven havde sit hovedkvarter i Gainsborough i Lincolnshire og begyndte at organisere sit store kongedømme. Han nåede at gøre Eirik Håkonsson til jarl over Northumbria, før han døde den 3. februar 1014 i grevskabet Lincoln efter at have styret England i kun fem uger, angivelig af slag. Man ved ikke, hvornår han blev født, men antager, at han var i halvtredserne, da han døde. Sven Tveskægs lig blev balsameret i et kloster i England i 1014. Han skal være blevet begravet i York Minster, men senere fragtet til Danmark og gravlagt i Trefoldighedskloster, som han selv havde ladet opføre, og hvor han havde udset sig sin grav. Hvor i landet, dette Trefoldighedskloster har ligget, ved vi ikke ret, men såvel Roskilde, Lund og Hedeby/Slesvig har været nævnt som muligheder. Hedeby synes at ligge nærmest for i forhold til en sejltur fra York og muligheden af et tidligt kloster i nærheden af Hedeby eller Slesvig kan ikke afvises. Det er også muligt, at Sven blev begravet i Lund Domkirke. Her blev der foretaget arkæologiske udgravninger i 1980'erne, og man fandt spor efter en ældre trækirke fra omkring 990. I denne blev der fundet en tom grav, og det er muligt, at Svens lig blev begravet i denne kirke, for så at blive videreført til den senere stenkirke, som blev bygget omkring 1030. Roskilde forekommer måske mindre sandsynlig i forhold til den måde beretningen om overførslen af Svends lig fra York gengives på.
I Danmark blev han efterfulgt af sin yngste søn Harald Svenssøn. Den danske hær erklærede, at hans ældre søn Knud var den nye konge af England, men både flåden og Knud selv drog tilbage til Danmark, og Ethelred kom tilbage fra Normandiet og genoptog ledelsen ved at erklære for sine landsmænd, at "alt var tilgivet".
Svens søn blev derfor nødt til at generobre England for at kunne fortsætte faderens værk.
Moderne forskere har spekuleret i, om Sven kan være død af Brugadas syndrom, en arvelig hjertefejl, se Teorien om hjertefejl hos danske konger.